# Тайдо
Тайдо (яп. 躰道) — японское боевое искусство, созданное Сейкеном Шукумине (1925—2001) в 1965 году. Тайдо уходит корнями в традиционное окинавское карате. Чувствуя, что боевые искусства, в частности карате, не адаптируются к потребностям меняющегося мира, Шукумине впервые разработал стиль карате под названием Гэнсэй-рю примерно в 1950 году.
Тайдо практикуется в десяти странах, включая Японию, США, Австралию, Англию, Францию, Португалию, Швецию, Финляндию, Нидерланды, Данию и Норвегию. Боевое искусство особенно популярно в Финляндии.